# Папури
Папури (арм. Փափուռի) – армянский народный мужской коллективный танец (иногда присоединялись молодые девушки), песня-пляска. Музыкальный размер – 2/4 или 4/4. Происхождение танца связано с древними религиозными ритуалами: пляску исполняли для отпугивания злых сил.

## Этимология
Название пляски происходит от западноармянского[уточнить] глагола папара (арм. փափառա), которое в переводе с армянского языка имеет следующие значения:
- побои;
- толкать, крошить;
- ломать, уничтожать;
- удар (в физическом и моральном смысле);
- бедствие.

## Характеристика
Для танца характерны сильные удары ногой об землю. Существует несколько видов характеристик ударов. Более распространенные из них описаны ниже.
Первое – физическими подражательными действиями: топтать, бороться со злыми духами, с противником врукопашную, наносить удар, действовать как борец или воин, также: крошить, толочь, вбивать, бить кого-нибудь.
Второе – подражательными символическими жестами, передающими удары моральные, следствие постигшего бедствия.
Искусствовед, доктор исторических наук Србуи Лисициан в своей книге o старинных плясках и театральных представлений армянского народа отметила, что до ее времен эти пляски дошли в мажорно развитом аспекте, что ясна утеря былых минорных значений первичного варианта этой пляски и ударов ногами.
Существует много разновидностей танца. Гагик Гиносян, руководитель армянского этнического ансамбля «Карин» в Армении, отмечает, что танец был распространен по всей исторической Армении и каждая община танцевала его по-своему.
В этнографическом сборнике «Армянская этнография и фольклор» собран фольклорный материал из Муша, среди которого есть песня-пляска «Папури».